# Liste des stations du Nikkō Kaidō
Le Nikkō Kaidō (日光街道) était une des cinq routes majeures de l'époque d'Edo. Elle fut tracée pour relier Edo (à présent Tokyo) avec Nikkō Tōshō-gū qui est situé dans la ville moderne de Nikkō, préfecture de Tochigi. Elle a été établie en 1617 par Tokugawa Ieyasu, afin de disposer d'une voie plus agréable pour se rendre au sanctuaire. Avec seulement vingt et une stations, le Nikkō Kaidō était la plus courte des cinq routes mais elle partageait dix-sept stations avec la Ōshū Kaidō.

## Stations du Nikkō Kaidō
Les vingt et une stations du Nikkō Kaidō sont présentées dans l'ordre de leur succession et réparties selon les préfectures modernes. Leur nom contemporain est indiqué entre parenthèses.

### Edo

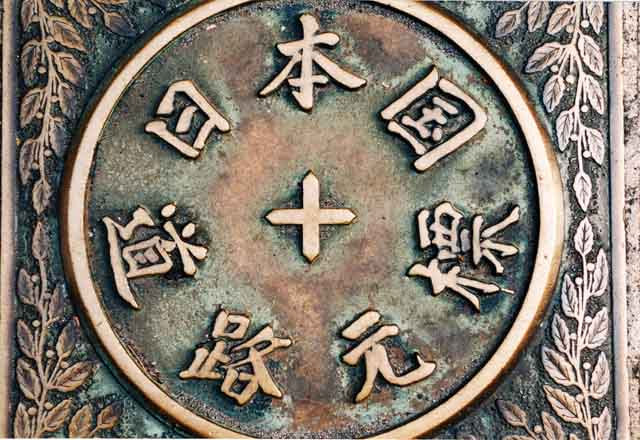
Marqueur de distance de la route à Nihonbashi.

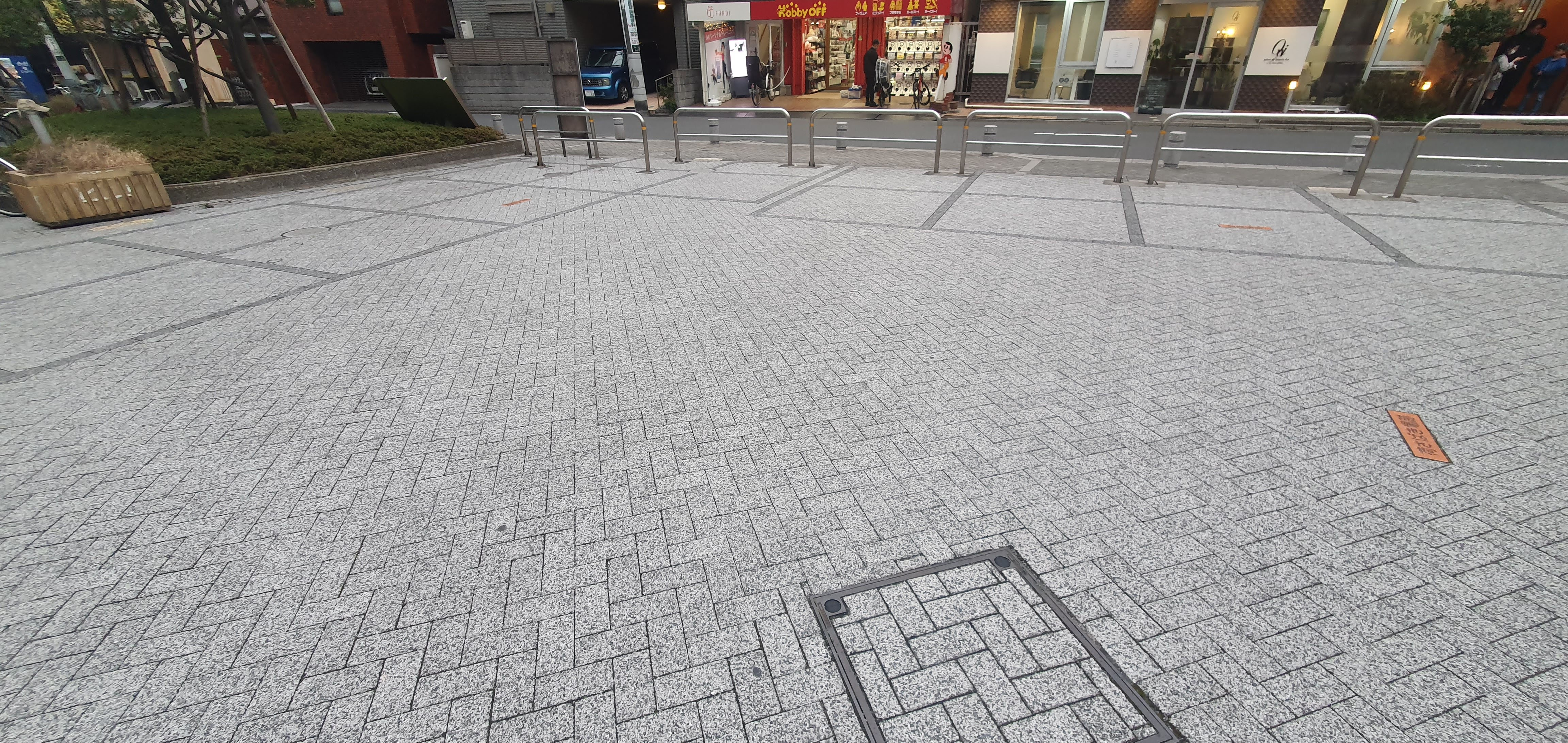
Pavés marquant l'emplacement de l'ancienne station de Senju à Adachi

Point de départ : Nihonbashi (日本橋) (Chūō-ku)
1. Senju-shuku (千住宿) (Adachi) (faisait aussi partie du Mito Kaidō)

### Préfecture de Saitama
2. Sōka-shuku (草加宿) (Sōka)
3. Koshigaya-shuku (越ヶ谷宿) (Koshigaya)
4. Kasukabe-shuku (粕壁宿) (Kasukabe)
5. Sugito-shuku (杉戸宿) (Sugito, district de Kitakatsushika)
6. Satte-shuku (幸手宿) (Satte)
7. Kurihashi-shuku (栗橋宿) (Kuki)

### Préfecture d'Ibaraki
8. Nakada-shuku (中田宿) (Koga)
9. Koga-shuku (古河宿) (Koga)

### Préfecture de Tochigi

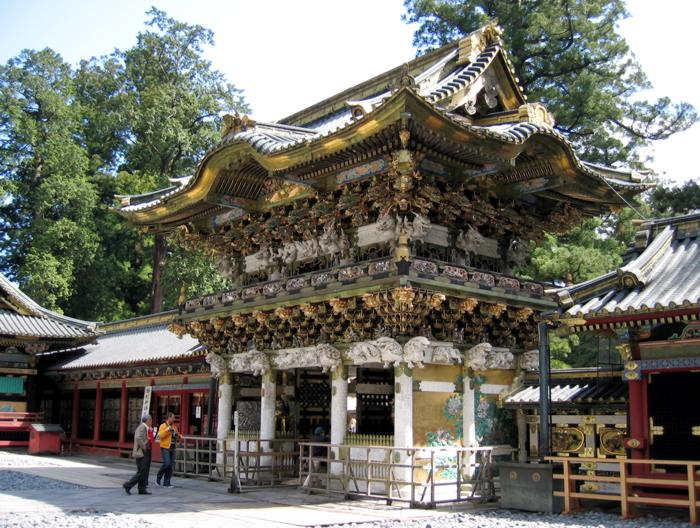
Yomeimon du sanctuaire de Tōshō-gū.

10. Nogi-shuku (野木宿) (Nogi, district de Shimotsuga)
11. Mamada-shuku (間々田宿) (Oyama)
12. Oyama-shuku (小山宿) (Oyama)
13. Shinden-shuku (新田宿) (Oyama)
14. Koganei-shuku (小金井宿) (Shimotsuke)
15. Ishibashi-shuku (石橋宿) (Shimotsuke)
16. Suzumenomiya-shuku (雀宮宿) (Utsunomiya)
17. Utsunomiya-shuku (宇都宮宿) (Utsunomiya)
18. Tokujirō-shuku (徳次郎宿) (Utsunomiya)
19. Ōzawa-shuku (大沢宿) (Nikkō)
20. Imaichi-shuku (今市宿) (Nikkō) (faisait aussi partie du Nikkō Reiheishi Kaidō)
21. Hatsuishi-shuku (鉢石宿) (Nikkō)
Point d'arrivée : Nikkō Tōshō-gū (日光東照宮) (Nikkō)